# عبد الله السلمان (لاعب كرة قدم)
عبد الله السلمان (بالإنجليزية: Abdullah Al-Salman)‏؛ مواليد 5 مايو 1994 في القصيم، السعودية، هو لاعب كرة قدم سعودي يلعب في نادي الهلالية .

## مسيرة اللاعب
لعب سابقاً لنادي التعاون ونادي النهضة ونادي النجمة والريان ونادي القلعة ونادي الهلالية.

## روابط خارجية
- عبدالله السلمان على موقع قاعدة بيانات كرة القدم.إي يو (الإنجليزية)
- عبدالله السلمان على موقع Soccerway.com (الإنجليزية)